# Dikerogammarus villosus
Espèce
La crevette tueuse (Dikerogammarus villosus) ou gammare du Danube est une espèce de crustacés amphipodes originaire du bassin ponto-caspien. C'est un prédateur qui tend à devenir rapidement dominant là où il est naturellement présent et qui présente un caractère envahissant là où il a été introduit ou dans les zones proches qu'il a colonisées. Il peut éliminer les espèces natives de gammares, ainsi que d'autres espèces exotiques.
Cette espèce est surtout étudiée depuis l'an 2000 à la suite d'un phénomène d'invasion biologique dans divers bassins-versants d'Europe de l'Ouest où elle peut atteindre des densités importantes (60 à 9 000 individus par mètre carré).
Dans le réseau trophique, des analyses isotopiques laissent penser que D. villosus occupe la même niche écologique qu’un poisson benthivore.

## Description
Mesurant jusqu'à 31 mm (contre 1,84 mm pour la larve à l'éclosion) il est nettement plus grand que les gammares de type pulex.
Il est également caractérisé par un polymorphisme de pigmentation et on peut le différencier des autres gammares par deux petites épines dorsales sur les derniers segments de la carapace, une par segment, perpendiculaire à la carapace.
La maturité sexuelle est atteinte à partir d'une taille de 6 mm soit entre 2 et 3 mois.
Fécondité : 27.3 œufs par femelle en France, contre 19 à 70 selon la littérature, avec 6 à 94 œufs par ponte, pouvant produire 3 générations par an en Europe de l'Ouest, chaque génération nécessitant 1 an pour accomplir son cycle (selon les données du programme Invabio, et 6 mois selon la littérature).

## Habitat
Il semble préférer les courants faibles ou moyens. On l'a trouvé dans presque tous les types d'habitats de lacs et grandes rivières de l'épipotamon à l'estuaire sauf sur un substrat totalement sableux. En laboratoire, après une phase d'adaptation, il s'est montré capable de vivre dans une eau saumâtre. La salinité de son habitat étant de 8 à 12 dans la nature en Europe de l'Ouest hors de sa zone d'origine, elle semble être optimalement de 10 en laboratoire mais grimpe à 20 après acclimatation.

## Alimentation
L'espèce est considérée comme prédatrice, elle est avant tout omnivore et peut également consommer toute sorte de nourriture comme des algues, du biofilm et des débris organiques.
Sa prédation s'exerce sur une grande variété de macroinvertébrés aquatiques.
Quand il est présent en fortes densités, il peut altérer la composition, la structure et le fonctionnement de l’écosystème.

## Espèce invasive
Il est considéré comme invasif dans diverses régions (Lac Léman en Suisse par exemple) et nuisible à la suite de son introduction récente et involontaire hors de son aire naturelle de répartition (l'isthme ponto-caspien qui a pourtant été utilisé dès l'Antiquité pour la circulation de marchandises).
D. villosus a voyagé vers le sud en colonisant d'abord le Danube aval puis le Danube moyen. L’espèce a ensuite été trouvée dans le Haut-Danube en 1992 et peu de temps après (1994) dans le Rhin,.
Le Canal Rhin-Main-Danube est un des axes qui lui ont permis de coloniser de nouveaux territoires.
En France, il aurait été signalé pour la première fois en 1996 (dans la Moselle) qui semble avoir été rapidement colonisée, probablement par le biais de péniches. L'espèce a alors très rapidement dominé les communautés d’autres amphipodes du cours d'eau. La colonisation du reste du pays semble ensuite avoir été très rapide : en 2003 il semblait déjà présent dans tous les grands bassins hydrographiques (sauf peut-être dans celui de la Garonne).
Cette espèce relativement ubiquiste a également colonisé de nombreux lacs et étangs ce qui laisse suggérer que l'espèce pourrait être dispersée sur de courtes distances (par des oiseaux peut-être). Elle a été trouvée en 2007 dans le lac du Bourget.
L'espèce a également atteint les îles britanniques à l'été 2010, repérée par des pêcheurs à la ligne au plan d'eau de Grafham Water dans la région de Cambridge (nord de Londres).

### Impacts écologiques
En France Dikerogammarus villosus semble avoir un impact négatif sur les autres espèces de crustacés amphipodes et isopode des zones où il a été introduit ou qu'il a colonisées et d’autres espèces de gammares phylogéténiquement plus éloignés de G pulex semblent en difficulté face à ce nouvel arrivant, au moins là où il développe des populations importantes.

## Génétique
Selon la littérature, sa variabilité génétique est faible.